# Ла-Увита
Ла-Увита (исп. La Uvita) — небольшой город и муниципалитет на северо-востоке центральной части Колумбии, на территории департамента Бояка. Входит в состав Северной провинции.

## История
Поселение, из которого позднее вырос город, было основано 24 декабря 1758 года.

## Географическое положение

Муниципалитет Ла-Увита

Город расположен в северо-восточной части департамента, в гористой местности Восточной Кордильеры, к востоку от реки Чикамоча, на расстоянии приблизительно 118 километров к северо-востоку от города Тунха, административного центра департамента. Абсолютная высота — 2350 метров над уровнем моря.
Муниципалитет Ла-Увита граничит на севере с территорией муниципалитета Сан-Матео, на западе — с муниципалитетом Боавита, на юго-западе — с муниципалитетом Сусакон, на юге — с муниципалитетом Херико, на-востоке — с муниципалитетом Чита, на северо-востоке — с муниципалитетом Эль-Кокуй. Площадь муниципалитета составляет 151 км².

## Население
По данным Национального административного департамента статистики Колумбии, совокупная численность населения города и муниципалитета в 2015 году составляла 2523 человека.
Динамика численности населения муниципалитета по годам:
| 2005 | 2006 | 2007 | 2008 | 2009 | 2010 | 2011 | 2012 | 2013 | 2014 | 2015 |
| ---- | ---- | ---- | ---- | ---- | ---- | ---- | ---- | ---- | ---- | ---- |
| 3621 | 3493 | 3369 | 3256 | 3139 | 3037 | 2924 | 2824 | 2719 | 2619 | 2523 |

Согласно данным переписи 2005 года мужчины составляли 49,3 % от населения Ла-Увиты, женщины — соответственно 50,7 %. В расовом отношении белые и метисы составляли 99,9 % от населения города; негры, мулаты и райсальцы — 0,1 %.
Уровень грамотности среди всего населения составлял 90,2 %.

## Экономика
Основу экономики Ла-Увиты составляет животноводство.

50,2 % от общего числа городских и муниципальных предприятий составляют предприятия торговой сферы, 34,7 % — предприятия сферы обслуживания, 14,7 % — промышленные предприятия, 0,4 % — предприятия иных отраслей экономики.